# 7770 Siljan
För andra betydelser, se Siljan (olika betydelser).
7770 Siljan är en asteroid i huvudbältet som upptäcktes den 2 mars 1992 i samband med projektet UESAC. Den fick den preliminära beteckningen 1992 EQ8 och  namngavs senare efter Siljan, Sveriges sjunde största sjö, i Dalarna.
Den tillhör asteroidgruppen Koronis.
Siljans senaste periheliepassage skedde den 12 juli 2024